# DNVOCE
DNVOCE (Varianta de ocolire Cluj prin est) este un drum național din România care pornește de la intersecția cu DN1C în Cluj-Napoca și continuă pe fostul traseu al drumului județean 105S spre Centura Cluj Vest, iar apoi înspre satul Boju.
1. ↑  „ANEXĂ din 22 iunie 2000 la Hotărârea Guvernului nr. 540 din 22 iunie 2000 privind aprobarea încadrării în categorii functionale a drumurilor publice și a drumurilor de utilitate privată deschise circulației publice”. Accesat în 17 mai 2021.
2. ↑  „Retea Drumuri Nationale administrata de DRDP Cluj”. Accesat în 17 mai 2021.